# Mecanoquímica
A Mecanoquímica é o ramo da Físico-Química que se ocupa do comportamento químico dos materiais sob o efeito de forças mecânicas. Uma definição mais antiga foi oferecida por Wilhelm Ostwald: A mecanoquímica é o estudo das relações entre as formas de energia mecânica com a energia química.
Um importante ramo da mecanoquímica é a Triboquímica (do grego: tribein = atrito), que trata da alteração no comportamento das superfícies dos sólidos sob a ação mecânica.

## Mecanismos
Através da ação de forças físicas ocorrem alterações estruturais das superfícies, tais como a contração ou dilatação, a formação de partículas ou geração de superfícies novas decorrentes da abrasão, e ocasionalmente também a mudança de fases. Esta ativação mecânica ocasiona a formação de defeitos estruturais que resultam na emissão de fótons, eléctrons ou componentes retuculares. Pode também provocar distorções no retículo cristalino e aquecimento local, podendo tornar possíveis algumas reações para as quais não é suficiente a activação térmica. 

## Literatura
- Cleopatra Vasiliu-Oprea, Florin Dan: Macromolecular Mechanochemistry. Cambridge International Science Publishing,  2007, ISBN 978-1-904602-54-5.
- Zory Vlad Todres: Organic Mechanochemistry and Its Practical Applications. CRC Press Inc., 2006, ISBN 0-8493-4078-0.
- Stephan Kipp, Vladimir Šepelák, Klaus Dieter Becker: Mechanochemie. Chemie mit dem Hammer. In: Chemie in unserer Zeit. 39, Nr. 6, 2005, S. 384–392 (doi:10.1002/ciuz.200500355).